# Ольгино (Немецкий национальный район)
Ольгино — упразднённое село в Немецком национальном районе Алтайского края. Ликвидировано в 1971 г., население переселено в село Орлово.

## География
Село располагалось в 6 км к юго-западу от села Орлово.

## История
Основано в 1907 году, немцами переселенцами из Причерноморья. До 1917 года лютеранско-католическое село Новоромановской волости Барнаульского уезда Томской губернии. Лютеранский приход Томск-Барнаул. С 1920 в составе Ново-Романовского сельсовета, затем Барского. В 1931 г. организован колхоз «Красный Борец». В 1950 году после слияние колхозов — отделение им. Ленина. В 1971 г. в связи с ликвидацией неперспективных сел жителей села переселяют в Орлово.

## Население[1]
| год     | 1911 | 1926 | 1940 |
| ------- | ---- | ---- | ---- |
| человек | 205  | 158  | 164  |